# Surabaya Timur
Surabaya Timur is een bestuurslaag in het regentschap Ogan Komering Ulu Selatan van de provincie Zuid-Sumatra, Indonesië. Surabaya Timur telt 227 inwoners (volkstelling 2010).